# Samkelo Radebe
Samkelo Radebe (ur. 8 maja 1989 w Soweto) – południowoafrykański lekkoatleta.

## Kariera
W 2010 został srebrnym medalistą w biegu na 100 metrów w klasyfikacji T45 na Commonwealth Games w Delhi, a w 2012 złotym medalistą na Letnich Igrzyskach Paraolipijskich w wyścigu 4× 100 metrów – pobijając dotychczasowy rekord 41,78 sekundy.
W wieku 9 lat w wypadku stracił obie ręce, gdy jego latawiec uderzył słup wysokiego napięcia.